# Dichetone

Molecola di diacetile, il più semplice degli α-dichetoni.

I dichetoni, o dioni, sono una classe di composti organici contenenti due gruppi chetonici. Il diacetile rappresenta la molecola strutturalmente più semplice della categoria.

## Nomenclatura
A seconda della distanza dei due gruppi C=O i dichetoni possono essere suddivisi in più sottogruppi, tra cui i più importanti gli α-dichetoni, i β-dichetoni ed i γ-dichetoni.

## Caratteristiche
Gli α-dichetoni sono in genere sostanze colorate, proprietà conferita dal gruppo cromoforo -CO-CO-. Danno una reazione tipica con le orto-fenilendiammine con formazione di chinossaline; tale reazione è usata in chimica analitica per il riconoscimento sia degli α-dichetoni che delle 1,2-fenilendiammine.
I β-dichetoni vengono invece utilizzati come intermedi per la sintesi di diversi composti eterociclici. La molecola più semplice della categoria è l'acetilacetone.
I γ-dichetoni a loro volta sono impiegati per ottenere composti eterociclici nelle sintesi industriali.